# Скара (коммуна)
Скара (швед. Skara) — коммуна в Швеции.

## География
Коммуна Скара находится в западной части Швеции, на территории лена Вестра-Гёталанд и исторической провинции Вестергётланд, на равнине Вестгёта, приблизительно в 150 километрах северо-восточнее Гётеборга. Её восточную границу, в 15 километрах от центра коммуны, города Скара, образует гора Биллинген. Севернее местечка Варнхем находится долина Валледален, ландшафт которой со времён последнего ледникового периода представляет собой чередование полей, лугов и лиственных лесов. Долина частично включена в ряд природоохранных заповедников. Южнее Варнхема находится озеро Хурнборгашён — птичий заповедник, где в апреле собираются тысячные журавлиные стаи.

## Экономика
Коммуна Скара является преимущественно сельскохозяйственной; большая часть её жителей занята в выращивании и переработке продуктов питания. Некоторую роль играет также и туризм — основными достопримечательностями коммуны являются средневековые постройки городов Скара (кафедральный собор Скара) и Варнхемский монастырь XII столетия, в сохранившейся церкви которого в Средневековье были похоронены некоторые короли Швеции), озеро Хурнборгашён, ипподром в Аксевалла и находящийся рядом парк развлечений Скара Соммарланд (Skara Sommarland).

## Города и поселения
- Ардала
- Аксевалла
- Эггбю
- Скара
- Варнхем